# 2020年アメリカ合衆国大統領選挙
2020年アメリカ合衆国大統領選挙（2020ねんアメリカがっしゅうこくだいとうりょうせんきょ、英語: 2020 United States Presidential Election）は、2020年11月3日および12月14日にアメリカ合衆国で行われた大統領および副大統領の選挙（第59回）である。
民主党候補のジョー・バイデンが現職大統領の共和党候補ドナルド・トランプを破ってアメリカ大統領に当選した。再選を目指して出馬した現職大統領の落選は28年ぶりであった。

## 概要
民主党は大統領候補に元副大統領のジョー・バイデン、副大統領候補に上院議員のカマラ・ハリスを擁立、共和党は大統領候補に現職のドナルド・トランプ、副大統領候補に現職のマイク・ペンスを擁立した。コロナウイルス感染症のパンデミック下で行われ、郵便投票が普及したことで例年よりも投票率が高くなり、120年ぶりに投票率が66パーセントを超えた。そのため、両候補ともこれまで歴代最多であった2008年アメリカ合衆国大統領選挙でのバラク・オバマの獲得票を上回る7000万票超を獲得しており、バイデンは8000万票超を獲得した初の候補者となった。
11月7日にABC、AP通信、CNN、FOXニュース、NBC、ニューヨーク・タイムズ、ロイターなどの主要な報道機関は、バイデンがラストベルト3州（ペンシルベニア州、ミシガン州、ウィスコンシン州）で勝利を確実にしたことにより獲得選挙人が過半数の270人を超えて当選確実になったことを報じた。これにより、各国の首脳がバイデンの勝利を祝福した。11月13日に主要メディアは全州で勝敗が判明し、獲得選挙人数はバイデンが306人、トランプが232人になることを報じた。これによりトランプは1992年アメリカ合衆国大統領選挙におけるジョージ・H・W・ブッシュ以来28年ぶりに落選した現職の大統領となった。
11月23日にエミリー・W・マーフィー一般調達局長官はバイデンに次期大統領として連邦予算や連邦設備を政権移行手続きに使用する事を認める通知を発した。
12月14日に全米50州及びコロンビア特別区において11月3日の一般投票の結果選出された選挙人による投票が実施された。一般投票の結果と異なる投票をする、いわゆる「不誠実な選挙人」は発生せず、バイデンは当選に必要な過半数の270人を超える306人（トランプは232人）の選挙人を獲得して当選を確実にした。
なお、この間トランプとその支持者は根拠無く「不正選挙」と主張して訴訟を連発したが、裁判所により棄却、もしくは自らの取り下げなどが続き、12月11日に4州で結果無効の訴えが連邦最高裁判所に退けられたことで法廷闘争も敗北が決定付けられた。これにより、選挙結果を覆す手段は事実上尽きた。
2021年1月6日に連邦議会の上下両院の合同会議において、各州から送られてきた選挙人投票結果の正式な集計と確認が行われた。トランプ支持者が議会に侵入して占拠したため作業が一時中断されたが、再開後の翌7日に結果が議会で承認されたためバイデンの当選が最終確定した。
1月7日にトランプは連邦議会議事堂襲撃事件を受けてツイッターに声明を発表し、「整然とした」政権移行を約束。これは事実上の敗北宣言と受け止められた。
1月20日にバイデンとハリスの大統領・副大統領就任式が行われてバイデンが第46代大統領、ハリスが第49代副大統領に就任した。またトランプは就任式に出席せず自らの退任式を軍基地で行なった。
2020年の上院議員選挙（100議席中35議席改選）・下院議員選挙（全435議席改選）と同日実施された。

## 主な日程
いずれも現地時間表示。

### 2019年
- 6月18日：共和党の現職トランプ大統領が再選にむけた正式な選挙活動を開始。

民主党主催候補者討論会（2019年開催分）
- 第1回（6月26日～6月27日）：世論調査・資金調達額のいずれかの要件を充足した20人の候補を2日に分けて開催。
- 第2回（7月30日～7月31日）：第1回同様の要件を充足した20人の候補を2日に分けて開催。
- 第3回（9月12日）：世論調査（所定の世論調査中4つで2％以上支持）・資金調達（13万人以上かつ20州で400人以上からの寄付）の両要件を充足した10人の候補で開催。
- 第4回（10月15日）：第3回同様の要件を充足した12名の候補で開催。
- 第5回（11月20日）：世論調査（所定の世論調査中4つで3％以上支持、または所定の予備選等先行州の世論調査2つで5％以上支持）・資金調達（16.5万人以上かつ20州で600人以上からの寄付）の両要件を充足した10名の候補で開催。
- 第6回（12月19日）：世論調査（所定の世論調査中4つで4％以上支持、または所定の予備選等先行州の世論調査2つで6％以上支持）・資金調達（20万人以上かつ20州で800人以上からの寄付）の両要件を充足した7名の候補で開催。

### 2020年
- 1月14日：第7回民主党主催候補者討論会－世論調査（所定の世論調査中4つで5％以上支持、または所定の予備選等先行州の世論調査2つで7％以上支持）・資金調達（22.5万人以上かつ20州で1,000人以上からの寄付）の両要件を充足した6名の候補で開催（参加候補：ウォーレン、サンダース、クロブシャー、ブティジェッジ、バイデン、ステイヤー）。

- 2月3日：アイオワ州党員集会（予備選挙・党員集会の皮切り）：民主党では、結果の集計に用いるアプリに不具合があるとして、100パーセントの集計結果は6日になってようやく公表された。ブティジェッジ候補・サンダース候補が接戦となる結果であったが、集計のミスの可能性から点検が行われた[31]。民主党の主要候補で党員集会等の開始時点で選挙活動を継続していたのは、マイケル・ベネット、ジョー・バイデン、マイケル・ブルームバーグ、ピート・ブティジェッジ、トゥルシー・ギャバード、エイミー・クロブシャー、デュバル・パトリック、バーニー・サンダース、トム・ステイヤー、エリザベス・ウォーレン、アンドリュー・ヤンの11候補。代議員を獲得したのは、ブティジェッジ、サンダース、ウォーレン、バイデン、クロブシャーの5候補の見通し。共和党ではトランプ大統領が圧勝（38代議員獲得。対立候補のウェルド候補が1代議員確保）。

- 2月7日：第8回民主党主催候補者討論会－第7回同様の要件を充足した候補と、直前のアイオワ州党員集会で一人でも代議員を獲得した候補で開催（第7回参加者に加えてヤンが資格充足し参加）。
- 2月11日：ニューハンプシャー州予備選挙：民主党のトップはサンダース候補、やや後れてブティジェッジ候補。クロブシャー候補が善戦して3位に入った。この3候補が代議員を獲得し、バイデン候補・ウォーレン候補は15パーセントの足切り要件を満たせず、代議員を獲得できなかった。同日、アンドリュー・ヤン、マイケル・ベネットの両候補が撤退（残る主要候補は9名）。共和党は、トランプ候補が全代議員を確保（22代議員）。
- 2月11日：民主党デュバル・パトリック候補が撤退（残る主要候補は8名）。
- 2月19日：第9回民主党主催候補者討論会ー世論調査（所定の世論調査中4つで10％以上支持、または所定の予備選等先行州の世論調査2つで12％以上支持）充足か、アイオワ・ニューハンプシャー州のいずれかで代議員を獲得した候補で開催（ブティジェッジ、サンダース、ウォーレン、クロブシャー、バイデン、ブルームバーグの6候補が要件充足し参加）。ブルームバーグが討論会に初参加。
- 2月22日：ネバダ州民主党党員集会（共和党は同州の党員集会をキャンセル）
- 2月25日：第10回民主党主催候補者討論会 第9回同様の要件を満たす候補で開催[32]。
- 2月29日：サウスカロライナ州民主党予備選挙（共和党は同州の予備選挙をキャンセル）

- 3月3日：スーパー・チューズデー（民主党は、アラバマ・米領サモア・アーカンソー・カリフォルニア・コロラド・メイン・マサチューセッツ・ミネソタ・ノースカロライナ・オクラホマ・テネシー・テキサス・ユタ・バーモント・バージニアにて計1,344代議員の配分決定）（共和党は、米領サモア（3/18実施）とバージニア（キャンセル）に代えてアラスカ州で行われ、計814代議員）

- 3月10日：予備選挙等集中日（民主党は、海外党員・アイダホ・ミシガン・ミシシッピ・ミズーリ・ノースダコタ・ワシントンにて計365代議員の配分決定）
- 3月14日：北マリアナ諸島民主党党員集会（共和党は15日）（代議員数：民主党6、共和党9）
- 3月15日：第11回民主党主催候補者討論会[33]
- 3月17日：3月17日予備選挙等集中日（民主党は、アリゾナ、フロリダ、イリノイにて計411代議員の配分決定、共和党はキャンセルされたアリゾナ以外）
- 3月18日：米領サモア共和党党員集会（代議員数9）

- 4月7日：ウィスコンシン州民主党予備選挙（代議員数84）
- 4月10日：アラスカ州民主党予備選挙（代議員数15）
- 4月17日：ワイオミング州民主党党員集会（代議員数14）
- 4月28日：オハイオ州民主党予備選挙（代議員数136）
- 5月2日：カンザス州民主党予備選挙（代議員数39）
- 5月12日：ネブラスカ州民主党予備選挙（代議員数29）
- 5月19日：オレゴン州民主党予備選挙（代議員数61）
- 5月22日：ハワイ州民主党予備選挙（代議員数24）
- 6月2日：予備選挙集中日（民主党は、ワシントンD.C.、インディアナ、メリーランド、モンタナ、ニューメキシコ、ペンシルベニア、ロードアイランド、サウスダコタにて計479代議員、共和党は、デラウェア、インディアナ、メリーランド、ニューメキシコ、ペンシルベニア、ロードアイランドにて計300代議員の配分決定）
- 6月6日：グアム民主党党員集会、バージニア州民主党予備選挙（合計代議員数14）
- 6月9日：ジョージア州民主党予備選挙、ウェストバージニア州民主党予備選挙（合計代議員数133）
- 6月23日：ケンタッキー州、ニューヨーク州民主党予備選挙（合計代議員数328）
- 7月7日：デラウェア州、ニュージャージー州民主党予備選挙（合計代議員数147）
- 7月11日：ルイジアナ州民主党予備選挙（代議員数54）
- 7月12日：プエルトリコ民主党予備選挙（代議員数51）
- 8月11日：民主党の予備選・党員集会で最後となるコネチカット州予備選挙（代議員数60）

- 8月17日〜20日：民主党全国大会（ウィスコンシン州ミルウォーキー）[34]
- 8月24日〜27日：共和党全国大会（ノースカロライナ州シャーロット/ワシントンD.C.）[34]
- 9月29日：第1回テレビ討論会（於：オハイオ州ケース・ウェスタン・リザーブ大学）
- 10月7日：副大統領テレビ討論会（於：ユタ州ユタ大学）
- 10月15日：第2回テレビ討論会（於：フロリダ州エイドリアン・アルシュト芸術センター）(ドナルド・トランプの新型コロナウイルス感染を受けて中止[35]）
- 10月22日：第3回テレビ討論会（於：テネシー州ベルモント大学）
- 11月3日：一般有権者による投票および開票
- 12月14日：選挙人による投票

### 2021年
- 1月6日：連邦議会上下両院合同会議で大統領および副大統領当選者の選挙結果認定作業開始。トランプ支持者による議会議事堂襲撃のため、作業中断。
- 1月7日：再開後の会議でバイデンとハリスを当選者と認定[36]
- 1月20日：大統領就任式

## 候補者
今回は、1214人が立候補した。

### 主要政党候補

#### 民主党

##### 指名候補
| 2020年アメリカ合衆国大統領選挙の民主党指名候補 |                                           |
| ジョー・バイデン                               | カマラ・ハリス                            |
| 大統領候補                                     | 副大統領候補                              |
|                                                |                                           |
| アメリカ合衆国副大統領 (2009-2017)             | カリフォルニア州選出 上院議員 (2017-2021) |
| デラウェア州                                   | カリフォルニア州                          |
| 2019年4月25日出馬表明 2020年8月18日正式指名    | 2020年8月19日正式指名                     |
| 選挙運動                                       |                                           |

##### 予備選挙における主要候補
| 予備選挙における主要候補                      |                                                |                                                  |                                                   |                                               |                                                     |                                                |
| バーニー・サンダース                          | トゥルシー・ギャバード                         | エリザベス・ウォーレン                           | マイケル・ブルームバーグ                          | エイミー・クロブシャー                        | ピート・ブティジェッジ                              | トム・ステイヤー                               |
| Bernie Sanders March 2020 (cropped)           | Tulsi Gabbard (48011616441) (cropped)          | Elizabeth Warren by Gage Skidmore (cropped)      | Michael Bloomberg by Gage Skidmore (cropped)      | Amy Klobuchar by Gage Skidmore (cropped)      | Pete Buttigieg by Gage Skidmore (cropped)           | Tom Steyer by Gage Skidmore                    |
| バーモント州選出 上院議員 (2007-現職)         | ハワイ州選出 下院議員 (2013–2021)              | マサチューセッツ州選出 上院議員 (2013–現職)      | ニューヨーク市長 (2002–2013)                      | ミネソタ州選出 上院議員 (2007–現職)           | インディアナ州 サウスベンド市長 (2012–2020)         | ヘッジファンドマネージャー                     |
| Bernie Sanders 2020 logo                      | Tulsi Gabbard logo                             | Elizabeth Warren 2020 presidential campaign logo | Mike Bloomberg 2020 presidential campaign logo    | Amy Klobuchar 2020 presidential campaign logo | Pete for America logo (Strato Blue)                 | Tom Steyer 2020 logo (black text)              |
| 選挙運動                                      | 選挙運動                                       | 選挙運動                                         | 選挙運動                                          | 選挙運動                                      | 選挙運動                                            | 選挙運動                                       |
| 2019年2月19日出馬表明 2020年4月8日撤退表明    | 2019年1月11日出馬表明 2020年3月19日撤退表明    | 2019年2月9日出馬表明 2020年3月5日撤退表明        | 2019年11月24日出馬表明 2020年3月4日撤退表明       | 2019年2月10日出馬表明 2020年3月2日撤退表明    | 2019年4月14日出馬表明 2020年3月1日撤退表明          | 2019年7月9日出馬表明 2020年2月29日撤退表明     |
| デュバル・パトリック                          | マイケル・ベネット                             | アンドリュー・ヤン                               | ジョン・ディレイニー                              | コリー・ブッカー                              | マリアン・ウィリアムソン                            | フリアン・カストロ                             |
| Deval Patrick 2016                            | Michael Bennet by Gage Skidmore                | Andrew Yang by Gage Skidmore                     | John Delaney by Gage Skidmore                     | Cory Booker by Gage Skidmore                  | Marianne Williamson November 2019                   | Julian Castro 2019 crop                        |
| マサチューセッツ州知事 (2007-2015)            | コロラド州選出 上院議員 (2009–現職)            | 実業家                                           | メリーランド州選出 下院議員 (2013–2019)           | ニュージャージー州選出 上院議員 (2013–現職)   | 作家                                                | 住宅都市開発長官 (2014–2017)                   |
| Devallogo2020                                 | Michael Bennet 2020 presidential campaign logo | Andrew Yang 2020 logo                            | John Delaney 2020 logo                            | Cory Booker 2020 Logo                         | Marianne Williamson 2020 presidential campaign logo | Julian Castro 2020 presidential campaign logo  |
| 選挙運動                                      | 選挙運動                                       | 選挙運動                                         | 選挙運動                                          | 選挙運動                                      | 選挙運動                                            | 選挙運動                                       |
| 2019年11月11日出馬表明 2020年2月12日撤退表明  | 2019年5月2日出馬表明 2020年2月11日撤退表明     | 2017年11月6日出馬表明 2020年2月11日撤退表明      | 2017年7月28日出馬表明 2020年1月31日撤退表明       | 2019年2月1日出馬表明 2020年1月13日撤退表明    | 2019年1月28日出馬表明 2020年1月10日撤退表明         | 2019年1月12日出馬表明 2020年1月22日撤退表明    |
| カマラ・ハリス                                | スティーブ・ブロック                           | ジョー・セスタック                               | ウェイン・メッサム                                | ベト・オルーク                                | ティム・ライアン                                    | ビル・デブラシオ                               |
|                                               | Steve Bullock by Gage Skidmore                 | Joe Sestak August 2019 (3) (cropped)             | Wayne Messam by Marc Nozell (cropped)             | Beto O'Rourke April 2019                      | Tim Ryan by Gage Skidmore                           | Bill de Blasio by Gage Skidmore                |
| カリフォルニア州選出 上院議員 (2017-2021)     | モンタナ州知事 (2013–2021)                     | ペンシルベニア州選出 下院議員 (2007-2011)        | フロリダ州 ミラマー市長 (2015–現職)               | テキサス州選出 下院議員 (2013–2019)           | オハイオ州選出 下院議員 (2013–2023)                 | ニューヨーク市長 (2014–2021)                   |
| Kamala Harris 2020 presidential campaign logo | Steve Bullock 2020 presidential campaign logo  |                                                  | Wayne Messam 2020 presidential campaign logo      | Beto O'Rourke 2020 presidential campaign logo | Timryan2020                                         | Bill de Blasio 2020 presidential campaign logo |
| 選挙運動                                      | 選挙運動                                       | 選挙運動                                         | 選挙運動                                          | 選挙運動                                      | 選挙運動                                            | 選挙運動                                       |
| 2019年1月21日出馬表明 2019年12月3日撤退表明   | 2019年5月14日出馬表明 2019年12月2日撤退表明    | 2019年6月23日出馬表明 2019年12月1日撤退表明      | 2019年3月21日出馬表明 2019年11月19日撤退表明      | 2019年3月14日出馬表明 2019年11月1日撤退表明   | 2019年4月4日出馬表明 2019年10月24日撤退表明         | 2019年5月19日出馬表明 2019年9月20日撤退表明    |
| キアステン・ジリブランド                      | セス・モールトン                               | ジェイ・インスレー                               | ジョン・ヒッケンルーパー                          | マイク・グラベル                              | エリック・スウォルウェル                            | リチャード・オジェダ                           |
| Kirsten Gillibrand August 2019                | Seth Moulton August 2019                       | Jay Inslee by Gage Skidmore                      | John Hickenlooper by Gage Skidmore                | Mike Gravel cropped                           | Eric Swalwell (48016282941) (cropped)               | MAJ Richard Ojeda                              |
| ニューヨーク州選出 上院議員 (2009-現職)       | マサチューセッツ州選出 下院議員 (2015-現職)    | ワシントン州知事 (2013-現職)                     | コロラド州知事 (2011–2019)                        | アラスカ州選出 上院議員 (1969–1981)           | カリフォルニア州選出 下院議員 (2013–現職)           | ウェストバージニア州上院議員 (2016–2019)       |
| Gillibrand 2020 logo                          | Seth Moulton 2020 presidential campaign logo   | Jay Inslee 2020 logo3                            | John Hickenlooper 2020 presidential campaign logo | Gravel Mg web logo line two color             | Eric Swalwell 2020 presidential campaign logo       |                                                |
| 選挙運動                                      | 選挙運動                                       | 選挙運動                                         | 選挙運動                                          | 選挙運動                                      | 選挙運動                                            | 選挙運動                                       |
| 2019年3月17日出馬表明 2019年8月28日撤退表明   | 2019年4月22日出馬表明 2019年8月23日撤退表明    | 2019年3月1日出馬表明 2019年8月21日撤退表明       | 2019年3月7日出馬表明 2019年8月15日撤退表明        | 2019年4月8日出馬表明 2019年8月6日撤退表明     | 2019年4月8日出馬表明 2019年7月8日撤退表明           | 2018年11月11日出馬表明 2019年1月25日撤退表明   |

#### 共和党

##### 指名候補
| 2020年アメリカ合衆国大統領選挙の共和党指名候補 |                                                |
| ドナルド・トランプ                             | マイク・ペンス                                 |
| 大統領候補                                     | 副大統領候補                                   |
| Donald Trump official portrait                 | Mike Pence official Vice Presidential portrait |
| アメリカ合衆国大統領 (2017-2021)               | アメリカ合衆国副大統領 (2017-2021)             |
| フロリダ州                                     | インディアナ州                                 |
| 2019年6月18日出馬表明 2020年8月24日正式指名    | 2020年8月26日正式指名                          |
| 選挙運動                                       |                                                |

##### 予備選挙における主要候補
| 予備選挙における主要候補                           |                                             |                                            |                                                 |
| ロッキー・デ・ラ・フエンテ                         | ウィリアム・ウェルド                        | ジョー・ウォルシュ                         | マーク・サンフォード                            |
|                                                    | Bill Weld campaign portrait                 | Rep Joe Walsh                              | Mark Sanford, Official Portrait, 113th Congress |
| 実業家                                             | マサチューセッツ州知事 (1991-1997)          | イリノイ州選出 下院議員 (2011–2013)        | サウスカロライナ州知事 (2003–2011)              |
| Rocky De La Fuente 2020 presidential campaign logo | Bill Weld campaign 2020                     | Joe Walsh 2020 Logo-black                  | Mark Sanford 2020                               |
| 選挙運動                                           | 選挙運動                                    | 選挙運動                                   | 選挙運動                                        |
| 2019年5月16日出馬表明 2020年4月23日撤退表明        | 2019年4月15日出馬表明 2020年3月18日撤退表明 | 2019年8月25日出馬表明 2020年2月7日撤退表明 | 2019年9月8日出馬表明 2019年11月12日撤退表明     |

### 第三党・独立系候補

#### リバタリアン党

##### 指名候補
| 2020年アメリカ合衆国大統領選挙のリバタリアン党指名候補 |                                        |
| ジョー・ジョーゲンセン                                 | スパイク・コーエン                     |
| 大統領候補                                             | 副大統領候補                           |
| Jo Jorgensen portrait 3 (crop 1)                       | Spike Cohen by Gage Skidmore (cropped) |
| クレムソン大学上級講師                                 | ポッドキャスター                       |
| サウスカロライナ州                                     | サウスカロライナ州                     |
| 2019年11月2日出馬表明 2020年5月23日正式指名            | 2020年5月24日正式指名                  |
| 選挙運動                                               |                                        |

撤退表明
- ジョン・マカフィー（マカフィー社創業者）（2018年6月3日出馬表明）
- ゾルタン・イシュトヴァン（ジャーナリスト、トランヒューマニスト）（2019年1月11日撤退）

#### アメリカ緑の党

##### 指名候補
| 2020年アメリカ合衆国大統領選挙のアメリカ緑の党指名候補 |                         |
| ハウィー・ホーキンズ                                   | アンジェラ・ウォーカー  |
| 大統領候補                                             | 副大統領候補            |
| Hawkins 2010 (1)                                       | Angela Walker (cropped) |
| アメリカ緑の党設立者                                   | 運転手                  |
| ニューヨーク州                                         | サウスカロライナ州      |
| 2019年4月3日出馬表明 2020年7月11日正式指名             | 2020年7月11日正式指名   |
| 選挙運動                                               |                         |

#### 社会主義解放党
| 2020年アメリカ合衆国大統領選挙の社会主義解放党指名候補 |                    |
| グロリア・ラ・リヴァ                                   | スニル・フリーマン |
| 大統領候補                                             | 副大統領候補       |
|                                                        |                    |
| 作家                                                   | 活動家             |
| カリフォルニア州                                       | コロンビア特別区   |
| 選挙運動                                               |                    |

#### 同盟党
| 2020年アメリカ合衆国大統領選挙の同盟党指名候補 |                          |
| ロッキー・デ・ラ・フエンテ                     | ダーシー・リチャードソン |
| 大統領候補                                     | 副大統領候補             |
|                                                |                          |
| 実業家                                         | 活動家                   |
| カリフォルニア州                               | フロリダ州               |
| 選挙運動                                       |                          |

#### 憲法党
| 2020年アメリカ合衆国大統領選挙の憲法党指名候補 |                    |
| ドン・ブランケンシップ                         | ウィリアム・モアー |
| 大統領候補                                     | 副大統領候補       |
|                                                |                    |
| 実業家                                         | 活動家             |
| ウェストバージニア州                           | ミシガン州         |
| 選挙運動                                       |                    |

#### バースデイ党
| 2020年アメリカ合衆国大統領選挙のバースデイ党指名候補 |                        |
| カニエ・ウェスト                                     | ミシェル・ティドボール |
| 大統領候補                                           | 副大統領候補           |
| Hawkins 2010 (1)                                     |                        |
| ミュージシャン                                       | 聖職者                 |
| イリノイ州                                           | ワイオミング州         |
| 2020年7月4日出馬表明                                 | 2020年7月8日指名       |
| 選挙運動                                             |                        |

#### その他の2以上の州で投票アクセス権のある候補
出馬表明
- ブロック・ピアス（英語版）（ビットコイン財団理事、無所属）
- ブライアン・T・キャロル（英語版）（教師、アメリカ団結党）
- アリソン・ケネディ（英語版）（鉱山労働者、社会主義労働者党）
- ビル・ハモンズ（政治活動家、アメリカ統一党（英語版））
- ピル・コリンズ（英語版）（リバティビルタウンシップ（英語版）管財官、禁酒党）
- ダリオ・ハンター（英語版）（ヤングスタウン教育委員会委員、進歩党）
- ジェイド・シモンズ（英語版）（ピアニスト、無所属）
- ジョー・マックヒュー（元アメリカ海兵隊員、無所属）
- ジェローム・シーガル（英語版）（哲学者、Bread and Roses）
- ブラック・ヒューバー（政治活動家、投票向上党（英語版））
- マーク・チャールズ（英語版）（政治活動家、無所属）
- Kyle Kopitke（政治活動家、無所属）

#### 1つの州でのみ投票アクセス権のある主な候補
出馬表明
- ジェシー・ベンチュラ（元ミネソタ州知事、アラスカ緑の党（英語版））

## 選挙の争点
2020年アメリカ合衆国大統領選挙はドナルド・トランプ政権の1期目を終える時点での選挙であり、トランプ政権の継続か、退陣かを決定する選挙となった。その争点としては、新型コロナウイルス感染症（COVID-19）の流行においてアメリカが世界最多の感染者数を有しており、それにより多くの失業者を出したことから、これまでの感染状況や政権の対応などの評価と、経済政策が最重要の争点の1つと目された。
また、現職のドナルド・トランプ大統領の人種・移民問題に対して強硬的な姿勢に対する評価も分かれ、トランプ大統領が宣言した「パリ協定離脱」 を正式なものとするかも問われた。中国との貿易戦争問題 も続く中での選挙となった。
その他に、ジョージ・フロイドの死とそれに伴う大規模な人種差別抗議運動（ブラック・ライヴズ・マター：BLM運動）、フェミニストのルース・ベイダー・ギンズバーグの死去に伴うエイミー・コニー・バレットの最高裁判所陪席判事への任命が争点となった。

## 選挙結果

### 候補者別得票数
| 大統領候補                   | 大統領候補                                        | 大統領候補                   | 大統領候補                   | 選挙人投票                   | 副大統領候補                 | 副大統領候補                 | 副大統領候補                 | 選挙人投票                   | 一般投票    | 一般投票 |
| 候補者                       | 候補者                                            | 所属政党                     | 出身州                       | 得票数                       | 候補者                       | 候補者                       | 出身州                       | 得票数                       | 得票数      | 得票率   |
| ---------------------------- | ------------------------------------------------- | ---------------------------- | ---------------------------- | ---------------------------- | ---------------------------- | ---------------------------- | ---------------------------- | ---------------------------- | ----------- | -------- |
|                              | ジョー・バイデン                                  | 民主党                       | デラウェア州                 | 306                          |                              | カマラ・ハリス               | カリフォルニア州             | 306                          | 81,283,501  | 51.31％  |
|                              | ドナルド・トランプ                                | 共和党                       | フロリダ州                   | 232                          |                              | マイク・ペンス               | インディアナ州               | 232                          | 74,223,975  | 46.85％  |
|                              | ジョー・ジョーゲンセン                            | リバタリアン党               | サウスカロライナ州           | 0                            |                              | スパイク・コーエン           | サウスカロライナ州           | 0                            | 1,865,535   | 1.18％   |
|                              | ハウィー・ホーキンズ                              | 緑の党                       | ニューヨーク州               | 0                            |                              | アンジェラ・ウォーカー       | サウスカロライナ州           | 0                            | 407,068     | 0.26％   |
|                              | ロッキー・デ・ラ・フエンテ                        | 同盟党                       | カリフォルニア州             | 0                            |                              | ダーシー・リチャードソン     | フロリダ州                   | 0                            | 88,241      | 0.06％   |
|                              | グロリア・ラ・リヴァ                              | 社会主義解放党               | カリフォルニア州             | 0                            |                              | スニル・フリーマン           | ワシントンD.C.               | 0                            | 85,685      | 0.05％   |
|                              | カニエ・ウェスト                                  | バースデイ党                 | ワイオミング州               | 0                            |                              | ミシェル・ティッドボール     | ワイオミング州               | 0                            | 70,950      | 0.04％   |
|                              | ドン・ブランケンシップ                            | 憲法党                       | ウェストバージニア州         | 0                            |                              | ウィリアム・モール           | ミシガン州                   | 0                            | 60,080      | 0.04％   |
|                              | ブロック・ピアス                                  | 無所属                       | プエルトリコ                 | 0                            |                              | カーラ・バラード             | ペンシルバニア州             | 0                            | 49,773      | 0.03％   |
|                              | ブライアン・T・キャロル                           | アメリカ団結党               | カリフォルニア州             | 0                            |                              | アマール・パテル             | イリノイ州                   | 0                            | 40,365      | 0.03%    |
|                              | ジェイド・シモンズ                                | 無所属                       |                              | 0                            |                              |                              |                              | 0                            | 7,211       | 0.00%    |
|                              | アリソン・ケネディ                                | 無所属                       |                              | 0                            |                              |                              |                              | 0                            | 6,791       | 0.00%    |
|                              | ビル・ハモンズ                                    | 統一党                       |                              | 0                            |                              |                              |                              | 0                            | 6,647       | 0.00%    |
|                              | ジェローム・シーガル                              | パンと薔薇                   |                              | 0                            |                              |                              |                              | 0                            | 5,949       | 0.00%    |
|                              | ダリオ・ハンター                                  | 進歩党                       |                              | 0                            |                              |                              |                              | 0                            | 5,405       | 0.00%    |
|                              | フィル・コリンズ                                  | 無所属                       |                              | 0                            |                              |                              |                              | 0                            | 4,857       | 0.00%    |
|                              | ジェームス・G・ヤノス                             | 緑の党                       |                              | 0                            |                              |                              |                              | 0                            | 3,284       | 0.00%    |
|                              | プレジデント・ボディ                              | カップ                       |                              | 0                            |                              |                              |                              | 0                            | 3,185       | 0.00%    |
|                              | マーク・チャールズ                                | 無所属                       |                              | 0                            |                              |                              |                              | 0                            | 3,141       | 0.00%    |
|                              | ジョー・マクヒュー                                | 無所属                       |                              | 0                            |                              |                              |                              | 0                            | 2,843       | 0.00%    |
|                              | シーラ・サム                                      | 憲法党                       |                              | 0                            |                              |                              |                              | 0                            | 1,806       | 0.00%    |
|                              | C・L・ギャモン                                    | 無所属                       |                              | 0                            |                              |                              |                              | 0                            | 1,475       | 0.00%    |
|                              | ジョン・リチャード・マイヤーズ                    | 生命と自由党                 |                              | 0                            |                              |                              |                              | 0                            | 1,372       | 0.00%    |
|                              | トム・ホーフリング                                | 生命・自由・憲法党           |                              | 0                            |                              |                              |                              | 0                            | 1,331       | 0.00%    |
|                              | H・ブルック・ペイジ                               | 不機嫌な愛国老人党           |                              | 0                            |                              |                              |                              | 0                            | 1,179       | 0.00%    |
|                              | クリストファー・ラフォンテーヌ                    | 無所属                       |                              | 0                            |                              |                              |                              | 0                            | 856         | 0.00%    |
|                              | カイル・ケンリー・コピケ                          | 無所属                       |                              | 0                            |                              |                              |                              | 0                            | 815         | 0.00%    |
|                              | リッキー・スー・キング                            | 家系図は歴史を知る           |                              | 0                            |                              |                              |                              | 0                            | 546         | 0.00%    |
|                              | ハディジャ・マリアム・ジェイコブ ＝ファンブロ王女 | 無所属                       |                              | 0                            |                              |                              |                              | 0                            | 505         | 0.00%    |
|                              | ブレイク・ヒューバー                              | 賛成投票党                   |                              | 0                            |                              |                              |                              | 0                            | 409         | 0.00%    |
|                              | ジョセフ・キショア                                | 社会主義平等党               |                              | 0                            |                              |                              |                              | 0                            | 352         | 0.00%    |
|                              | リチャード・ダンカン                              | 無所属                       |                              | 0                            |                              |                              |                              | 0                            | 213         | 0.00%    |
|                              | ジョーダン・キャンサー・スコット                  | 無所属                       |                              | 0                            |                              |                              |                              | 0                            | 175         | 0.00%    |
|                              | ゲイリースイング                                  | ゆでガエル党                 |                              | 0                            |                              |                              |                              | 0                            | 141         | 0.00%    |
|                              | キース・マコーミック                              | ヘラジカ党                   |                              | 0                            |                              |                              |                              | 0                            | 126         | 0.00%    |
|                              | ザカリー・スカルフ                                | 無所属                       |                              | 0                            |                              |                              |                              | 0                            | 29          | 0.00%    |
|                              | 投票する候補者なし                                | －                           | －                           | 0                            |                              | －                           | －                           | 0                            | 14,079      | 0.01%    |
| 総計                         | 総計                                              | 総計                         | 総計                         | 538                          |                              |                              |                              | 538                          | 158,429,631 | 100.0%   |
| 推定投票年齢人口数（投票率） | 推定投票年齢人口数（投票率）                      | 推定投票年齢人口数（投票率） | 推定投票年齢人口数（投票率） | 推定投票年齢人口数（投票率） | 推定投票年齢人口数（投票率） | 推定投票年齢人口数（投票率） | 推定投票年齢人口数（投票率） | 推定投票年齢人口数（投票率） | 252,274,000 | 62.80%   |

### 州別得票数
| バイデン/ハリスが勝利した州 |
| トランプ/ペンスが勝利した州 |

- WTA （勝者総取り方式）/ CD（全州集計で勝利したら選挙人2人獲得。州内下院選挙区別集計があり、各選挙区で勝利したら選挙人1人を獲得。）★

|                      |        |              | バイデン/ハリス 民主党 | バイデン/ハリス 民主党 | バイデン/ハリス 民主党 | トランプ/ペンス 共和党 | トランプ/ペンス 共和党 | トランプ/ペンス 共和党 | ジョーゲンセン/コーエン リバタリアン党 | ジョーゲンセン/コーエン リバタリアン党 | ジョーゲンセン/コーエン リバタリアン党 | ホーキンズ/ウォーカー 合衆国緑の党 | ホーキンズ/ウォーカー 合衆国緑の党 | ホーキンズ/ウォーカー 合衆国緑の党 | その他  | その他 | その他     | 票差      | 票差    | 合計        | 合計 | 合計    |
| 州 / 地域            | 選挙人 | 選挙人選出法 | #                      | %                      | 獲得選挙人             | #                      | %                      | 獲得選挙人             | #                                      | %                                      | 獲得選挙人                             | #                                  | %                                  | 獲得選挙人                         | #       | %      | 獲得選挙人 | #         | %       | #           | 州   | 出典    |
| -------------------- | ------ | ------------ | ---------------------- | ---------------------- | ---------------------- | ---------------------- | ---------------------- | ---------------------- | -------------------------------------- | -------------------------------------- | -------------------------------------- | ---------------------------------- | ---------------------------------- | ---------------------------------- | ------- | ------ | ---------- | --------- | ------- | ----------- | ---- | ------- |
| アラバマ州           | 9      | WTA          | 849,624                | 36.57%                 | -                      | 1,441,170              | 62.03%                 | 9                      | 25,176                                 | 1.08%                                  | -                                      | -                                  | -                                  | -                                  | 7,312   | 0.31%  | -          | -591,546  | -25.46% | 2,323,282   | AL   | [ 56 ]  |
| アラスカ州           | 3      | WTA          | 153,778                | 42.77%                 | -                      | 189,951                | 52.83%                 | 3                      | 8,897                                  | 2.47%                                  | -                                      | -                                  | -                                  | -                                  | 6,904   | 1.92%  | -          | -36,173   | -10.06% | 359,530     | AK   | [ 57 ]  |
| アリゾナ州           | 11     | WTA          | 1,672,143              | 49.36%                 | 11                     | 1,661,686              | 49.06%                 | -                      | 51,465                                 | 1.52%                                  | -                                      | 1,557                              | 0.05%                              | -                                  | 475     | 0.01%  | -          | 10,457    | 0.31%   | 3,387,326   | AZ   | [ 58 ]  |
| アーカンソー州       | 6      | WTA          | 423,932                | 34.78%                 | -                      | 760,647                | 62.40%                 | 6                      | 13,133                                 | 1.08%                                  | -                                      | 2,980                              | 0.24%                              | -                                  | 18,377  | 1.51%  | -          | -336,715  | -27.62% | 1,219,069   | AR   | [ 59 ]  |
| カリフォルニア州     | 55     | WTA          | 11,110,639             | 63.48%                 | 55                     | 6,006,518              | 34.32%                 | -                      | 187,910                                | 1.07%                                  | -                                      | 81,032                             | 0.46%                              | -                                  | 115,281 | 0.66%  | -          | 5,104,121 | 29.16%  | 17,501,380  | CA   | [ 60 ]  |
| コロラド州           | 9      | WTA          | 1,804,352              | 55.40%                 | 9                      | 1,364,607              | 41.90%                 | -                      | 52,460                                 | 1.61%                                  | -                                      | 8,986                              | 0.28%                              | -                                  | 26,575  | 0.82%  | -          | 439,745   | 13.50%  | 3,256,980   | CO   | [ 61 ]  |
| コネチカット州       | 7      | WTA          | 1,080,831              | 59.26%                 | 7                      | 714,717                | 39.19%                 | -                      | 20,230                                 | 1.11%                                  | -                                      | 7,538                              | 0.41%                              | -                                  | 541     | 0.03%  | -          | 366,114   | 20.07%  | 1,823,857   | CT   | [ 62 ]  |
| デラウェア州         | 3      | WTA          | 296,268                | 58.78%                 | 3                      | 200,603                | 39.80%                 | -                      | 5,000                                  | 0.99%                                  | -                                      | 2,139                              | 0.42%                              | -                                  | 336     | 0.07%  | -          | 95,665    | 18.97%  | 504,346     | DE   | [ 63 ]  |
| ワシントンD.C.       | 3      | WTA          | 317,323                | 92.15%                 | 3                      | 18,586                 | 5.40%                  | -                      | 2,036                                  | 0.59%                                  | -                                      | 1,726                              | 0.05%                              | -                                  | 4,685   | 1.36%  | -          | 298,737   | 86.75%  | 344,356     | DC   | [ 64 ]  |
| フロリダ州           | 29     | WTA          | 5,297,045              | 47.86%                 | -                      | 5,668,731              | 51.22%                 | 29                     | 70,324                                 | 0.64%                                  | -                                      | 14,721                             | 0.13%                              | -                                  | 16,635  | 0.15%  | -          | -371,686  | -3.36%  | 11,067,456  | FL   | [ 65 ]  |
| ジョージア州         | 16     | WTA          | 2,473,633              | 49.47%                 | 16                     | 2,461,854              | 49.24%                 | -                      | 62,229                                 | 1.24%                                  | -                                      | 1,013                              | 0.02%                              | -                                  | 1,231   | 0.02%  | -          | 11,779    | 0.24%   | 4,999,960   | GA   | [ 66 ]  |
| ハワイ州             | 4      | WTA          | 366,130                | 63.73%                 | 4                      | 196,864                | 34.27%                 | -                      | 5,539                                  | 0.96%                                  | -                                      | 3,822                              | 0.67%                              | -                                  | 2,114   | 0.37%  | -          | 169,266   | 29.46%  | 574,469     | HI   | [ 67 ]  |
| アイダホ州           | 4      | WTA          | 287,021                | 33.07%                 | -                      | 554,119                | 63.84%                 | 4                      | 16,404                                 | 1.89%                                  | -                                      | 407                                | 0.05%                              | -                                  | 9,983   | 1.15%  | -          | -267,098  | -30.77% | 867,934     | ID   | [ 68 ]  |
| イリノイ州           | 20     | WTA          | 3,471,915              | 57.54%                 | 20                     | 2,446,891              | 40.55%                 | -                      | 66,544                                 | 1.10%                                  | -                                      | 30,494                             | 0.51%                              | -                                  | 17,900  | 0.30%  | -          | 1,025,024 | 16.99%  | 6,033,744   | IL   | [ 69 ]  |
| インディアナ州       | 11     | WTA          | 1,242,498              | 40.96%                 | -                      | 1,729,857              | 57.03%                 | 11                     | 58,901                                 | 1.94%                                  | -                                      | 989                                | 0.03%                              | -                                  | 965     | 0.03%  | -          | -487,359  | -16.07% | 3,033,210   | IN   | [ 70 ]  |
| アイオワ州           | 6      | WTA          | 759,061                | 44.89%                 | -                      | 897,672                | 53.09%                 | 6                      | 19,637                                 | 1.16%                                  | -                                      | 3,075                              | 0.18%                              | -                                  | 11,426  | 0.68%  | -          | -138,611  | -8.20%  | 1,690,871   | IA   | [ 71 ]  |
| カンザス州           | 6      | WTA          | 570,323                | 41.51%                 | -                      | 771,406                | 56.14%                 | 6                      | 30,574                                 | 2.23%                                  | -                                      | 669                                | 0.05%                              | -                                  | 1,014   | 0.07%  | -          | -201,083  | -14.64% | 1,373,986   | KS   | [ 72 ]  |
| ケンタッキー州       | 8      | WTA          | 772,474                | 36.15%                 | -                      | 1,326,646              | 62.09%                 | 8                      | 26,234                                 | 1.23%                                  | -                                      | 716                                | 0.03%                              | -                                  | 10,698  | 0.50%  | -          | -554,172  | -25.94% | 2,136,768   | KY   | [ 73 ]  |
| ルイジアナ州         | 8      | WTA          | 856,034                | 39.85%                 | -                      | 1,255,776              | 58.46%                 | 8                      | 21,645                                 | 1.01%                                  | -                                      | -                                  | -                                  | -                                  | 14,607  | 0.68%  | -          | -399,742  | -18.61% | 2,148,062   | LA   | [ 74 ]  |
| メイン州 (全州)      | 2      | CD           | 435,072                | 53.09%                 | 2                      | 360,737                | 44.02%                 | -                      | 14,152                                 | 1.73%                                  | -                                      | 8,230                              | 1.00%                              | -                                  | 1,270   | 0.15%  | -          | 74,335    | 9.07%   | 819,461     | ME   | [ 75 ]  |
| メイン州第1区        | 1      | CD           | 266,376                | 60.11%                 | 1                      | 164,045                | 37.02%                 | -                      | 7,343                                  | 1.66%                                  | -                                      | 4,654                              | 1.05%                              | -                                  | 694     | 0.16%  | -          | 102,331   | 23.09%  | 443,112     | ME-1 | [ 75 ]  |
| メイン州第2区        | 1      | CD           | 168,696                | 44.82%                 | -                      | 196,692                | 52.26%                 | 1                      | 6,809                                  | 1.81%                                  | -                                      | 3,576                              | 0.95%                              | -                                  | 576     | 0.15%  | -          | -27,996   | -7.44%  | 376,349     | ME-2 | [ 75 ]  |
| メリーランド州       | 10     | WTA          | 1,985,023              | 65.36%                 | 10                     | 976,414                | 32.15%                 | -                      | 33,488                                 | 1.10%                                  | -                                      | 15,799                             | 0.52%                              | -                                  | 26,306  | 0.87%  | -          | 1,008,609 | 33.21%  | 3,037,030   | MD   | [ 76 ]  |
| マサチューセッツ州   | 11     | WTA          | 2,382,202              | 65.60%                 | 11                     | 1,167,202              | 32.14%                 | -                      | 47,013                                 | 1.29%                                  | -                                      | 18,658                             | 0.51%                              | -                                  | 16,327  | 0.45%  | -          | 1,215,000 | 33.46%  | 3,631,402   | MA   | [ 77 ]  |
| ミシガン州           | 16     | WTA          | 2,804,040              | 50.62%                 | 16                     | 2,649,852              | 47.84%                 | -                      | 60,381                                 | 1.09%                                  | -                                      | 13,718                             | 0.25%                              | -                                  | 11,311  | 0.20%  | -          | 154,188   | 2.78%   | 5,539,302   | MI   | [ 78 ]  |
| ミネソタ州           | 10     | WTA          | 1,717,077              | 52.40%                 | 10                     | 1,484,065              | 45.28%                 | -                      | 34,976                                 | 1.07%                                  | -                                      | 10,033                             | 0.31%                              | -                                  | 31,020  | 0.95%  | -          | 233,012   | 7.11%   | 3,277,171   | MN   | [ 79 ]  |
| ミシシッピ州         | 6      | WTA          | 539,398                | 41.06%                 | -                      | 756,764                | 57.60%                 | 6                      | 8,026                                  | 0.61%                                  | -                                      | 1,498                              | 1.11%                              | -                                  | 8,073   | 0.61%  | -          | -217,366  | -16.55% | 1,313,759   | MS   | [ 80 ]  |
| ミズーリ州           | 10     | WTA          | 1,253,014              | 41.41%                 | -                      | 1,718,736              | 56.80%                 | 10                     | 41,205                                 | 1.36%                                  | -                                      | 8,283                              | 0.27%                              | -                                  | 4,724   | 0.16%  | -          | -465,722  | -15.39% | 3,025,962   | MO   | [ 81 ]  |
| モンタナ州           | 3      | WTA          | 244,786                | 40.55%                 | -                      | 343,602                | 56.92%                 | 3                      | 15,252                                 | 2.53%                                  | -                                      | -                                  | -                                  | -                                  | 34      | 0.01%  | -          | -98,816   | -16.37% | 603,674     | MT   | [ 82 ]  |
| ネブラスカ州 (全州)  | 2      | CD           | 374,583                | 39.17%                 | -                      | 556,846                | 58.22%                 | 2                      | 20,283                                 | 2.12%                                  | -                                      | -                                  | -                                  | -                                  | 4,671   | 0.49%  | -          | -182,263  | -19.06% | 956,383     | NE   | [ 83 ]  |
| ネブラスカ州第1区    | 1      | CD           | 132,261                | 41.09%                 | -                      | 180,290                | 56.01%                 | 1                      | 7,495                                  | 2.33%                                  | -                                      | -                                  | -                                  | -                                  | 1,840   | 0.57%  | -          | -48,029   | -14.92% | 321,886     | NE-1 | [ 83 ]  |
| ネブラスカ州第2区    | 1      | CD           | 176,468                | 51.95%                 | 1                      | 154,377                | 45.45%                 | -                      | 6,909                                  | 2.03%                                  | -                                      | -                                  | -                                  | -                                  | 1,912   | 0.56%  | -          | 22,091    | 6.50%   | 339,666     | NE-2 | [ 83 ]  |
| ネブラスカ州第3区    | 1      | CD           | 65,854                 | 22.34%                 | -                      | 222,179                | 75.36%                 | 1                      | 5,879                                  | 1.99%                                  | -                                      | -                                  | -                                  | -                                  | 919     | 0.31%  | -          | -156,325  | -53.02% | 294,831     | NE-3 | [ 83 ]  |
| ネバダ州             | 6      | WTA          | 703,486                | 50.06%                 | 6                      | 669,890                | 47.67%                 | -                      | 14,783                                 | 1.05%                                  | -                                      | -                                  | -                                  | -                                  | 17,127  | 1.23%  | -          | 33,596    | 2.39%   | 1,405,376   | NV   | [ 84 ]  |
| ニューハンプシャー州 | 4      | WTA          | 424,937                | 52.71%                 | 4                      | 365,660                | 45.36%                 | -                      | 13,236                                 | 1.64%                                  | -                                      | 217                                | 0.03%                              | -                                  | 2,155   | 0.27%  | -          | 59,277    | 7.35%   | 806,205     | NH   | [ 85 ]  |
| ニュージャージー州   | 14     | WTA          | 2,608,400              | 57.33%                 | 14                     | 1,883,313              | 41.40%                 | -                      | 31,677                                 | 0.70%                                  | -                                      | 14,202                             | 0.31%                              | -                                  | 11,865  | 0.26%  | -          | 725,087   | 15.94%  | 4,549,457   | NJ   | [ 86 ]  |
| ニューメキシコ州     | 5      | WTA          | 501,614                | 54.29%                 | 5                      | 401,894                | 43.50%                 | -                      | 12,585                                 | 1.36%                                  | -                                      | 4,426                              | 0.48%                              | -                                  | 3,446   | 0.37%  | -          | 99,720    | 10.79%  | 923,965     | NM   | [ 87 ]  |
| ニューヨーク州       | 29     | WTA          | 5,244,886              | 60.87%                 | 29                     | 3,251,997              | 37.74%                 | -                      | 60,383                                 | 0.70%                                  | -                                      | 32,832                             | 0.38%                              | -                                  | 26,763  | 0.31%  | -          | 1,992,889 | 23.13%  | 8,616,861   | NY   | [ 88 ]  |
| ノースカロライナ州   | 15     | WTA          | 2,684,292              | 48.59%                 | -                      | 2,758,775              | 49.93%                 | 15                     | 48,678                                 | 0.88%                                  | -                                      | 12,195                             | 0.22%                              | -                                  | 20,864  | 0.38%  | -          | -74,483   | -1.35%  | 5,524,804   | NC   | [ 89 ]  |
| ノースダコタ州       | 3      | WTA          | 115,042                | 31.78%                 | -                      | 235,751                | 65.12%                 | 3                      | 9,371                                  | 2.59%                                  | -                                      | -                                  | -                                  | -                                  | 1,860   | 0.51%  | -          | -120,709  | -33.34% | 362,024     | ND   | [ 90 ]  |
| オハイオ州           | 18     | WTA          | 2,679,165              | 45.24%                 | -                      | 3,154,834              | 53.27%                 | 18                     | 67,569                                 | 1.14%                                  | -                                      | 18.812                             | 0.32%                              | -                                  | 1,822   | 0.03%  | -          | -475,669  | -8.03%  | 5,922,202   | OH   | [ 91 ]  |
| オクラホマ州         | 7      | WTA          | 503,890                | 32.29%                 | -                      | 1,020,280              | 65.37%                 | 7                      | 24,731                                 | 1.58%                                  | -                                      | -                                  | -                                  | -                                  | 11,798  | 0.76%  | -          | -516,390  | -33.09% | 1,560,699   | OK   | [ 92 ]  |
| オレゴン州           | 7      | WTA          | 1,340,383              | 56.45%                 | 7                      | 958,448                | 40.37%                 | -                      | 41,582                                 | 1.75%                                  | -                                      | 11,831                             | 0.50%                              | -                                  | 22,077  | 0.93%  | -          | 381,935   | 16.08%  | 2,374,321   | OR   | [ 93 ]  |
| ペンシルベニア州     | 20     | WTA          | 3,458,229              | 49.85%                 | 20                     | 3,377,674              | 48.69%                 | -                      | 79,380                                 | 1.14%                                  | -                                      | 1,282                              | 0.02%                              | -                                  | 20,411  | 0.29%  | -          | 80,555    | 1.16%   | 6,936,976   | PA   | [ 94 ]  |
| ロードアイランド州   | 4      | WTA          | 307,486                | 59.39%                 | 4                      | 199,922                | 38.61%                 | -                      | 5,053                                  | 0.98%                                  | -                                      | -                                  | -                                  | -                                  | 5,296   | 1.02%  | -          | 107,564   | 20.77%  | 517,757     | RI   | [ 95 ]  |
| サウスカロライナ州   | 9      | WTA          | 1,091,541              | 43.43%                 | -                      | 1,385,103              | 55.11%                 | 9                      | 27,916                                 | 1.11%                                  | -                                      | 6,907                              | 0.27%                              | -                                  | 1,862   | 0.07%  | -          | -293,562  | -11.68% | 2,513,329   | SC   | [ 96 ]  |
| サウスダコタ州       | 3      | WTA          | 150,471                | 35.61%                 | -                      | 261,043                | 61.77%                 | 3                      | 11,095                                 | 2.63%                                  | -                                      | -                                  | -                                  | -                                  | -       | -      | -          | -110,572  | -26.16% | 422,609     | SD   | [ 97 ]  |
| テネシー州           | 11     | WTA          | 1,143,711              | 37.45%                 | -                      | 1,852,475              | 60.66%                 | 11                     | 29,877                                 | 0.98%                                  | -                                      | 4,545                              | 0.15%                              | -                                  | 23,423  | 0.76%  | -          | -708,764  | -23.21% | 3,053,851   | TN   | [ 98 ]  |
| テキサス州           | 38     | WTA          | 5,259,126              | 46.48%                 | -                      | 5,890,347              | 52.06%                 | 38                     | 126,243                                | 1.12%                                  | -                                      | 33,396                             | 0.30%                              | -                                  | 5,944   | 0.05%  | -          | -631,221  | -5.58%  | 11,315,056  | TX   | [ 99 ]  |
| ユタ州               | 6      | WTA          | 560,282                | 37.65%                 | -                      | 865,140                | 58.13%                 | 6                      | 38,447                                 | 2.58%                                  | -                                      | 5,053                              | 0.34%                              | -                                  | 19,367  | 1.30%  | -          | -304,858  | -20.48% | 1,488,289   | UT   | [ 100 ] |
| バーモント州         | 3      | WTA          | 242,820                | 66.09%                 | 3                      | 112,704                | 30.67%                 | -                      | 3,608                                  | 0.98%                                  | -                                      | 1,310                              | 0.36%                              | -                                  | 6,986   | 1.90%  | -          | 130,116   | 35.41%  | 367,428     | VT   | [ 101 ] |
| バージニア州         | 13     | WTA          | 2,413,568              | 54.11%                 | 13                     | 1,962,430              | 44.00%                 | -                      | 64,761                                 | 1.45%                                  | -                                      | -                                  | -                                  | -                                  | 19,765  | 0.44%  | -          | 451,138   | 10.11%  | 4,460,524   | VA   | [ 102 ] |
| ワシントン州         | 12     | WTA          | 2,369,612              | 57.97%                 | 12                     | 1,584,651              | 38.77%                 | -                      | 80,500                                 | 1.97%                                  | -                                      | 18,289                             | 0.45%                              | -                                  | 34,579  | 0.85%  | -          | 784,961   | 19.20%  | 4,087,631   | WA   | [ 103 ] |
| ウェストバージニア州 | 5      | WTA          | 235,984                | 26.69%                 | -                      | 545,382                | 68.62%                 | 5                      | 10,687                                 | 1.34%                                  | -                                      | 2,599                              | 0.33%                              | -                                  | 79      | 0.01%  | -          | -309,398  | -38.93% | 794,731     | WV   | [ 104 ] |
| ウィスコンシン州     | 10     | WTA          | 1,630,866              | 49.45%                 | 10                     | 1,610,184              | 48.82%                 | -                      | 38,491                                 | 1.17%                                  | -                                      | 1,089                              | 0.03%                              | -                                  | 17,411  | 0.53%  | -          | 20,682    | 0.63%   | 3,298,041   | WI   | [ 105 ] |
| ワイオミング州       | 3      | WTA          | 73,491                 | 26.55%                 | -                      | 193,559                | 69.94%                 | 3                      | 5,768                                  | 2.08%                                  | -                                      | -                                  | -                                  | -                                  | 3,947   | 1.43%  | -          | -120,068  | -43.38% | 276,765     | WY   | [ 106 ] |
| 全米合計             | 538    |              | 81,283,501             | 51.31%                 | 306                    | 74,223,975             | 46.85%                 | 232                    | 1,865,535                              | 1.18%                                  | -                                      | 407,068                            | 0.26%                              | -                                  | 649,552 | 0.41%  | -          | 7,059,526 | 4.46%   | 158,429,631 | US   | [ 107 ] |
|                      |        |              | バイデン/ハリス 民主党 | バイデン/ハリス 民主党 | バイデン/ハリス 民主党 | トランプ/ペンス 共和党 | トランプ/ペンス 共和党 | トランプ/ペンス 共和党 | ジョーゲンセン/コーエン リバタリアン党 | ジョーゲンセン/コーエン リバタリアン党 | ジョーゲンセン/コーエン リバタリアン党 | ホーキンズ/ウォーカー 合衆国緑の党 | ホーキンズ/ウォーカー 合衆国緑の党 | ホーキンズ/ウォーカー 合衆国緑の党 | その他  | その他 | その他     | 票差      | 票差    | 合計        | 合計 | 合計    |

★メイン州とネブラスカ州では勝者総取り方式を採用しておらず、候補者間で選挙人を分割することができる。

### 接戦だった州
青字は民主党のバイデン候補、赤字は共和党のトランプ候補が勝利したことを表す。
得票率差1%未満(選挙人数37):
1. ジョージア州, 0.23%(11,779票差) – 16
2. アリゾナ州, 0.31%(10,457票差) – 11
3. ウィスコンシン州, 0.63%(20,682票差) – 10

得票率差1%以上5%未満 (選挙人数86):
1. ペンシルベニア州, 1.16%(80,555票差) - 20
2. ノースカロライナ州, 1.35%(74,483票差) - 15
3. ネバダ州, 2.39%(33,596票差) - 6
4. ミシガン州, 2.78%(154,188票差) - 16
5. フロリダ州, 3.36%(371,686票差) - 29

得票率差5%以上10%未満 (選挙人数80):
1. テキサス州, 5.58%(631,221票差) - 38
2. ネブラスカ州第2区, 6.50%(22,091票差) - 1
3. ミネソタ州, 7.11%(233,012票差) - 10
4. ニューハンプシャー州, 7.35%(59,267票差) - 4
5. メイン州第2区, 7.44%(27,996票差) - 1
6. オハイオ州, 8.03%(475,669票差) - 18
7. アイオワ州, 8.20%(138,611票差) - 6
8. メイン州, 9.07%(74,335票差) - 2

### 有権者の投票行動調査
2020年大統領選挙の有権者の統計データは、ABCニュース、CBSニュース、MSNBC、CNN、FOXニュース、AP通信による国政選挙共同調査のエディソン・リサーチによって収集された。出口調査と電話で15,590人の有権者を対象に行った。
| 2020年大統領選挙の投票行動調査 (エディソン出口調査) | 2020年大統領選挙の投票行動調査 (エディソン出口調査) | 2020年大統領選挙の投票行動調査 (エディソン出口調査) | 2020年大統領選挙の投票行動調査 (エディソン出口調査) |
| 種別                                                | バイデン                                            | トランプ                                            | 割合                                                |
| --------------------------------------------------- | --------------------------------------------------- | --------------------------------------------------- | --------------------------------------------------- |
| 全体の得票率                                        | 51                                                  | 47                                                  | 100                                                 |
| イデオロギー                                        |                                                     |                                                     |                                                     |
| リベラル                                            | 89                                                  | 10                                                  | 24                                                  |
| 中道                                                | 64                                                  | 34                                                  | 38                                                  |
| 保守                                                | 14                                                  | 85                                                  | 38                                                  |
| 政党                                                |                                                     |                                                     |                                                     |
| 民主党員                                            | 94                                                  | 5                                                   | 37                                                  |
| 共和党員                                            | 6                                                   | 94                                                  | 36                                                  |
| 無党派                                              | 54                                                  | 41                                                  | 26                                                  |
| 性別                                                |                                                     |                                                     |                                                     |
| 男性                                                | 45                                                  | 53                                                  | 48                                                  |
| 女性                                                | 57                                                  | 42                                                  | 52                                                  |
| 結婚歴                                              |                                                     |                                                     |                                                     |
| 既婚者                                              | 46                                                  | 53                                                  | 56                                                  |
| 未婚者                                              | 58                                                  | 40                                                  | 44                                                  |
| 結婚歴別の性別                                      |                                                     |                                                     |                                                     |
| 既婚男性                                            | 44                                                  | 55                                                  | 30                                                  |
| 既婚女性                                            | 47                                                  | 51                                                  | 26                                                  |
| 未婚男性                                            | 52                                                  | 45                                                  | 20                                                  |
| 未婚女性                                            | 63                                                  | 36                                                  | 23                                                  |
| 人種                                                |                                                     |                                                     |                                                     |
| 白人                                                | 41                                                  | 58                                                  | 67                                                  |
| 黒人                                                | 87                                                  | 12                                                  | 13                                                  |
| ヒスパニック                                        | 65                                                  | 32                                                  | 13                                                  |
| アジア人                                            | 61                                                  | 34                                                  | 4                                                   |
| その他                                              | 55                                                  | 41                                                  | 4                                                   |
| 人種別の性別                                        |                                                     |                                                     |                                                     |
| 白人男性                                            | 38                                                  | 61                                                  | 35                                                  |
| 白人女性                                            | 44                                                  | 55                                                  | 32                                                  |
| 黒人男性                                            | 79                                                  | 19                                                  | 4                                                   |
| 黒人女性                                            | 90                                                  | 9                                                   | 8                                                   |
| ヒスパニック男性                                    | 59                                                  | 36                                                  | 5                                                   |
| ヒスパニック女性                                    | 69                                                  | 30                                                  | 8                                                   |
| その他                                              | 58                                                  | 38                                                  | 8                                                   |
| 宗教                                                |                                                     |                                                     |                                                     |
| プロテスタント/その他キリスト教                     | 39                                                  | 60                                                  | 43                                                  |
| カトリック                                          | 52                                                  | 47                                                  | 25                                                  |
| ユダヤ教                                            | 76                                                  | 22                                                  | 2                                                   |
| その他の宗教                                        | 69                                                  | 29                                                  | 8                                                   |
| 無宗教                                              | 65                                                  | 31                                                  | 22                                                  |
| 白人福音派か新生キリスト教徒                        |                                                     |                                                     |                                                     |
| はい                                                | 24                                                  | 76                                                  | 28                                                  |
| いいえ                                              | 62                                                  | 36                                                  | 72                                                  |
| 年齢                                                |                                                     |                                                     |                                                     |
| 18–24歳                                             | 65                                                  | 31                                                  | 9                                                   |
| 25–29歳                                             | 54                                                  | 43                                                  | 7                                                   |
| 30–39歳                                             | 51                                                  | 46                                                  | 16                                                  |
| 40–49歳                                             | 54                                                  | 44                                                  | 16                                                  |
| 50–64歳                                             | 47                                                  | 52                                                  | 30                                                  |
| 65歳以上                                            | 47                                                  | 52                                                  | 22                                                  |
| 年齢別の人種                                        |                                                     |                                                     |                                                     |
| 18–29歳の白人                                       | 44                                                  | 53                                                  | 8                                                   |
| 30–44歳の白人                                       | 41                                                  | 57                                                  | 14                                                  |
| 45–59歳の白人                                       | 38                                                  | 61                                                  | 19                                                  |
| 60歳以上の白人                                      | 42                                                  | 57                                                  | 26                                                  |
| 18–29歳の黒人                                       | 89                                                  | 10                                                  | 3                                                   |
| 30–44歳の黒人                                       | 78                                                  | 19                                                  | 4                                                   |
| 45–59歳の黒人                                       | 89                                                  | 10                                                  | 3                                                   |
| 60歳以上の黒人                                      | 92                                                  | 7                                                   | 3                                                   |
| 18–29歳のヒスパニック                               | 69                                                  | 28                                                  | 4                                                   |
| 30–44歳のヒスパニック                               | 62                                                  | 34                                                  | 4                                                   |
| 45–59歳のヒスパニック                               | 68                                                  | 30                                                  | 3                                                   |
| 60歳以上のヒスパニック                              | 58                                                  | 40                                                  | 2                                                   |
| その他                                              | 57                                                  | 38                                                  | 8                                                   |
| 性的指向                                            |                                                     |                                                     |                                                     |
| LGBT                                                | 64                                                  | 27                                                  | 7                                                   |
| 異性愛者                                            | 51                                                  | 48                                                  | 93                                                  |
| 初めての投票                                        |                                                     |                                                     |                                                     |
| はい                                                | 64                                                  | 32                                                  | 14                                                  |
| いいえ                                              | 49                                                  | 49                                                  | 86                                                  |
| 教育                                                |                                                     |                                                     |                                                     |
| 高卒かそれ以下                                      | 46                                                  | 54                                                  | 19                                                  |
| 大学教育を受けた者                                  | 51                                                  | 47                                                  | 23                                                  |
| 准学士号所持者                                      | 47                                                  | 50                                                  | 16                                                  |
| 学士号所持者                                        | 51                                                  | 47                                                  | 27                                                  |
| 大学院の学位の所持者                                | 62                                                  | 37                                                  | 15                                                  |
| 教育別の人種                                        |                                                     |                                                     |                                                     |
| 大学卒業者の白人                                    | 51                                                  | 48                                                  | 32                                                  |
| 大学学位不所持の白人                                | 32                                                  | 67                                                  | 35                                                  |
| 大学卒業者の非白人                                  | 70                                                  | 27                                                  | 10                                                  |
| 大学学位不所持の非白人                              | 72                                                  | 26                                                  | 24                                                  |
| 教育と人種別の性別                                  |                                                     |                                                     |                                                     |
| 大学学位所持の白人女性                              | 54                                                  | 45                                                  | 14                                                  |
| 大学学位不所持の白人女性                            | 36                                                  | 63                                                  | 17                                                  |
| 大学学位所持の白人男性                              | 48                                                  | 51                                                  | 17                                                  |
| 大学学位不所持の白人男性                            | 28                                                  | 70                                                  | 18                                                  |
| 非白人                                              | 71                                                  | 26                                                  | 33                                                  |
| 収入別                                              |                                                     |                                                     |                                                     |
| $30,000以下                                         | 54                                                  | 46                                                  | 15                                                  |
| $30,000–49,999                                      | 56                                                  | 44                                                  | 20                                                  |
| $50,000–99,999                                      | 57                                                  | 42                                                  | 39                                                  |
| $100,000–199,999                                    | 41                                                  | 58                                                  | 20                                                  |
| $200,000以上                                        | 44                                                  | 44                                                  | 7                                                   |
| 組合員世帯                                          |                                                     |                                                     |                                                     |
| はい                                                | 56                                                  | 40                                                  | 20                                                  |
| いいえ                                              | 50                                                  | 49                                                  | 80                                                  |
| 兵役                                                |                                                     |                                                     |                                                     |
| 兵役経験者                                          | 44                                                  | 54                                                  | 15                                                  |
| 非兵役経験者                                        | 53                                                  | 45                                                  | 85                                                  |
| 最も関心のある問題                                  |                                                     |                                                     |                                                     |
| 人種的不平等                                        | 92                                                  | 7                                                   | 20                                                  |
| コロナウイルス                                      | 81                                                  | 15                                                  | 17                                                  |
| 経済                                                | 17                                                  | 83                                                  | 35                                                  |
| 犯罪と治安                                          | 27                                                  | 71                                                  | 11                                                  |
| 健康管理                                            | 62                                                  | 37                                                  | 11                                                  |
| 地域                                                |                                                     |                                                     |                                                     |
| 東部                                                | 58                                                  | 41                                                  | 20                                                  |
| 中西部                                              | 47                                                  | 51                                                  | 23                                                  |
| 南部                                                | 46                                                  | 53                                                  | 35                                                  |
| 西部                                                | 57                                                  | 41                                                  | 22                                                  |
| 地域のタイプ                                        |                                                     |                                                     |                                                     |
| 都市                                                | 60                                                  | 38                                                  | 29                                                  |
| 郊外                                                | 50                                                  | 48                                                  | 51                                                  |
| 農村                                                | 42                                                  | 57                                                  | 19                                                  |
| 現在の家計状況                                      |                                                     |                                                     |                                                     |
| 4年前よりいい                                       | 26                                                  | 72                                                  | 41                                                  |
| 4年前より悪い                                       | 77                                                  | 20                                                  | 20                                                  |
| 変わらない                                          | 65                                                  | 34                                                  | 39                                                  |

## 論争

### 選挙不正疑惑
2020年9月23日にトランプは郵便投票が不正につながると主張して、郵便投票の集計など、選挙結果をめぐって法廷闘争になる可能性があるという認識を示していた。投票終了後、開票が途中で勝者が未だ確定していなかった時期からトランプは選挙に勝利したと宣言し、その後トランプの劣勢が報じられた後には「選挙は盗まれた」として選挙に不正があったと訴え、訴訟を起こすことを明らかにした。トランプ側は選挙不正の「証拠」を多数提示したが、そのことごとくがデマであると判明している。それにも関わらず、トランプは選挙の不正を主張し続けた。アメリカ合衆国の共和党の党員は、2020年アメリカ合衆国大統領選挙に関するドナルド・トランプ大統領（共和党）の主張に対して異なる反応を示しており、一部の党員はこれを糾弾し、他の党員はこれを支持している。
選挙をめぐる噂の中には死者による投票とミシガン州の開票結果でトランプ候補の上昇がそれまで通りの緩やかさで上昇していたにに対し、バイデン候補の得票数が不自然な大きさで上昇した、ウィスコンシン州では有権者登録より多く投票されたなどがあった。死者の投票とされたもの殆どは同姓同名の別人のもので、故人の父親と同じ名前で同じ住所だったことから間違えられたケースもあった。ミシガン州の現象は開票結果をまとめて計上する事は通常通りであり、トランプ票の上昇が起こらなかったのは人的ミスでその後わずかに上昇していたという形で修正されている。有権者登録より多いとされた投票も、主張者が出していた有権者登録の数は古い情報であり、最新のデータによれば有権者登録者数よりも投票数は少なかったことが明らかになっている。
2020年12月1日にウィリアム・P・バー司法長官は「現在の時点で結果が覆されるような不正は見当たらない」と大規模な不正を否定した。
トランプとその支持者は根拠なく「不正選挙」と主張して訴訟を連発したが、裁判所に棄却されたり、自ら取り下げたりが続き、12月11日に4州結果無効の訴えが連邦最高裁判所に退けられたことで法廷闘争も敗北が決定付けられた。選挙結果を覆す手段は事実上尽きた。
2021年3月8日に昨年の大統領選挙でのウィスコンシン州の集計結果を無効にすることを求めた訴訟が連邦最高裁により却下されたことをもってトランプの法廷闘争はすべて終焉した。
敗れたトランプとその支持者の一部は、1年経過した時点でも「不正選挙」であったと主張しており、共和党が票の再集計を求め続けている州もある。
日本においても、政治的謀略の歴史問題に詳しい保守系の言論人の中に、トランプとその支持者たちの主張を支持している者がいる。

### 訴訟
トランプ陣営や支持者は選挙の結果を受けて根拠の無い、すなわち証拠を用いずに選挙の正当性に疑問を投げかけるような主張をし、法廷裁判へ持ち込んでいる。選挙結果、郵便投票で投じられた票などを巡っていくつかの訴訟が起こされた、または訴訟後に取り下げられた。2021年3月8日、連邦最高裁判所がウィスコンシン州の集計結果を無効とするよう求めた訴えを棄却し、すべての法廷闘争は終わった。
トランプ陣営によるもの
2020年11月15日にトランプは「民主党による不正の法廷闘争」（トランプ陣営が一方的に述べている自身の主張）の責任者として、自身の顧問弁護士のルドルフ・ジュリアーニ元ニューヨーク市長を新たに任命し、連邦最高裁判所まで行くと述べた。セーフハーバー期間である2020年12月8日及び選挙人投票が行われた同年同月14日までにアメリカ合衆国連邦最高裁判所は選挙の無効、選挙結果に影響の出る範囲での票の無効化を求めたトランプ陣営などの訴えを退けバイデンの勝利が確定した。
- ノースカロライナ州の郵便投票は到着3日以内に届いた投票までを有効票とするべきだと訴えを起こした。連邦最高裁判所は投票日の当日消印があれば9日後までに届いた投票を有効であると判決を下した[140] 。
- ミシガン州での開票作業で陣営側の監視員が派遣されるまで中止を求める訴えを起こしたが「裁判所は開票作業は基本的に終了している」として訴えを退けた[141] 。
- ジョージア州、チャタム郡で到着期限を過ぎた郵便投票が有効票に入ったのを見たので見つけ出せと訴えを起こしたが裁判所は根拠がないと却下した[141] 。
- ペンシルベニア州バックス郡のおよそ2200票を無効とする訴えを起こしたがペンシルベニア州の裁判所は「無効を訴える投票が不正及び不適切な行為を認定する証拠はない」と棄却した[142] 。
- 民主党が多数の郡では有権者に間違いの修正を認めたが共和党が多数の郡では行われなかった、これは違憲であるとペンシルベニア州の連邦地裁に訴えを起こしたが判事は「約700万人いる有権者の権利を奪おうとしている、それだけ大きな救済を求めるのならそれ相応の具体的な証拠と法的根拠に則った説得力のある論理展開が必要であるが法的根拠のない主張や憶測である」「原告の主張は雑に組み合わされ有権者の権利を奪う怪物フランケンシュタインのようだ」と棄却した[143] 。12月8日、連邦最高裁判所は申立を退けペンシルベニア州での選挙結果が確定した[144]。
- ジョージア州・ミシガン州・ペンシルベニア州・ウィスコンシン州が投票の手続きを変更したのは違憲であり、大統領選挙の結果認定阻止をテキサス州の司法長官が求めた裁判[145]。トランプだけでなく18州の司法長官、126人の共和党議員などが加わった。2020年12月8日、連邦最高裁判所は原告には別の州の選挙制度に対し裁判を起こす資格を有していない[146] と判断し、訴えを退けた[147]。

別の人によるもの
- テキサス州最高裁判所では投票所を郡に1つとする州の決定を認める判決を下した[140] 。
- ジョージア州では州の選挙管理当局者が期日前投票のプロセスを不適切に変更したとしてバイデンの勝利認定差止めを求める訴訟が起こされたが退けられた[142] 。
- 共和党アリゾナ支部はマリコパ郡の監督委員会が違法に選挙結果を認定したとして差止めと開票のやり直しを訴えたが州裁判所は棄却した[142] 。
- トランプ大統領を支持する議員のグループがペンシルベニア州の郵便投票は無効であり勝者は州議会で決める事を求めて訴えを起こしていたが2020年11月28日、ペンシルベニア州最高裁判所は全会一致で訴えを退け、690万人の有権者の声を裁判によって奪う異常な訴えとした[148]。また郵便投票は1年前から手続きが始まっていたこと、訴訟が投票日から数週間も経過していることから訴状を修正して再提訴する事も認めなかった[149]。

### 海外勢力による選挙介入
2020年9月にウクライナにおける親露派がバイデン陣営を妨害する意図の元、根拠のない政治スキャンダルを流布したとしてアメリカ政府により制裁を課される等海外勢力による選挙介入が行われた。

## 選挙後の動き

### 再集計
11月11日にジョージア州務長官は通常の監査プロセスに加えて、州全体の投票の再集計を命じた。当時バイデンは14,112票で0.3パーセントのリードを持っていた。監査は11月19日に終了し、12,670票でバイデンのリードを確認した。票数の変化は州のサーバーに適切にアップロードされなかったメモリカードを含む多くの人為的エラーによるものであり、元の集計の不正によるものは確認されなかった。結果を証明した後、ケンプ知事は、不在者投票の要求の署名を実際の投票と比較することを要求し、この要求が不可能であったにもかかわらず、さらに別の方法による監査を求めた。郵送投票用紙の署名と封筒は、選挙事務所が最初に受け取ったときにチェックされ、その後、投票用紙の機密性を確保するために投票用紙が封筒から分離される。トランプ陣営は機械の再集計を要求し、ジョージア州の1つの郡につき20万ドルの費用がかかると見積もられた。この再集計により、三度バイデンの勝利を確認することになった。

### 選挙人団の投票
アメリカ選挙人団は12月14日に選挙人投票を行った。バイデン・ハリスは306票、トランプ・ペンスは232票を獲得した。なお不誠実な選挙人はいなかった。バイデンが勝利した6つのスイングステートでは何の権限もない共和党の有志が勝手に選んだ自称代替選挙人がトランプに投票した。

### 選挙人投票の承認
通常この作業は儀礼的に行われるが今回の選挙では結果の承認を阻止しようとトランプが圧力をかけたほか、結果の認定を妨げようとしたトランプの支持者らが国会議事堂を襲撃し、警察との衝突の末に、警察官1人を含む5人が死亡した。結果は手続きを行う2021年1月6日の翌日1月7日に認定された。
1月6日、トランプは集会で結果の承認に反対するように支持者に呼びかけた。これを受けたトランプ支持者が連邦議会に乱入、会議は一時中断となった。バイデン勝利に異議申し立てを予定していたトランプ支持のロフラー上院議員はこの襲撃を受け「良心に従った結果異議申し立てをしない」と述べた。
2021年1月7日午前3時33分バーモント州の選挙人投票が認定され大統領になるために必要な過半数をバイデン・ハリス両候補が獲得したため正式に次期大統領及び副大統領が決まった。

## メディアの反応
アメリカ本国のメディアはリベラルか保守かをはっきりと表に出し、それによって肩入れも両極端であった。例えば11月6日にバイデンがスピーチした際、保守のFOXニュースでは黒人女性リポーターが「これだけ多くの言葉を使いながら圧倒的に内容のないスピーチを初めて聴いた」と苦笑した。一方、リベラルのCNNでは白人女性キャスターが「民主主義や国民団結の重要性に触れる、なんて大きなスピーチでしょう」と興奮気味に絶賛した。前夜にトランプが根拠もなく不正選挙を訴えた会見は、ABCやNBCなどの米主要テレビ局が「虚偽発言」などとして中継を中断するという異例の対応をとった問題の会見だったが、CNNとFOXは最後まで中継。CNNはこれを用いてトランプ批判を行い、FOXは「不正の疑いがあるなら調査が必要だ」と同調したうえで、「不正の証拠を示せと言うなら、不正がないことの証拠も示さないといけない」などと発言した。また、FOXはトランプ陣営や共和党関係者を次々と出演させて不正選挙を訴えさせたことで、電子投票システム企業のスマートマティックから虚偽報道で法的通知を送られた。そのFOXも、トランプ敗北が確実になったことでバイデンを「次期大統領」と呼び、トランプから名指しで批判された。
また、アメリカ人のメディア全般に対する信用は2018年から低下していて、特に共和党支持者の間で急落していることもあり、新興保守メディアが急成長した。これらのメディアは親トランプの報道をすることで支持を得たが、投票システムで「何百万のトランプ氏票が削除された」などと報じてデマを拡散させることから、「事実へのこだわりが希薄」（CNN）という批判も強い。
さらに、不正選挙に関する陰謀論はソーシャルメディアを中心に拡散された。この種のデマは、他の陰謀や偽情報が易々とそこにはめ込まれてしまう「メタナラティブ（包括的な物語）」であるがゆえ、FacebookやTwitterなどのプラットフォームにとっては対処が特に難しい。これに対し、FacebookやTwitterは米大統領の投稿に事実確認の警告ラベルを表示したほか、ネット上のコミュニティーそのものを削除するなど対応した。デマの拡散が規約違反だとしてトランプのアカウントが凍結されて以降の1週間で、大統領選の不正を訴えるネット上のデマが73％も減少した。大手メディアは「ファクトチェック」を行い、事実を報道した。

## 日本での反応
投票権の無い日本人にも大統領選挙に熱を上げる者がおり、それは主にトランプ支持者であった。ネット上に大量の誤情報・根拠の無い情報・さらにはミスリードな情報が拡散され、まとめサイトや新興宗教系のメディアが起点となった。主な宗教系メディアは統一教会系「ワシントン・タイムズ」と法輪功系「大紀元時報（EPOCH TIMES）」だと思われる。また、日本の統一教会元会長で現在は分派団体「サンクチュアリ協会」の会長が関わっている日本のトランプ支持団体も、YouTubeで情報発信を行っている。 また11月21日に配信された〈バイデン氏息子 中国から巨額資金〉とする記事は、ワシントン・タイムズ記事の日本語訳、 法輪功系メディア「大紀元時報（Epoch Times）」も、大統領選をめぐってバイデン氏の不正等や中国との関わりを書き立て、日本語記事としても配信している。現実でのデモも行われ、主催者には統一教会や幸福の科学が関わっていた。その他のメディアでも、「PRESIDENT」や「JBpress」は不正選挙疑惑の記事を掲載し続けた。

## その他
- 大統領選挙をめぐる様々なジンクスが破れた「ジンクス破り」の選挙となった。主要二大政党の候補者選びで初戦（アイオワ州）と2戦目（ニューハンプシャー州）で両方ともつまづくと大統領になれないというジンクス、本選でフロリダ州を取れないと負けるというジンクス、本選でオハイオ州を取れないと負けるというジンクスが破れた。予備選でアイオワとニューハンプシャーで連敗した候補が本選で勝利したのはビル・クリントンが当選した1992年大統領選挙以来のことであり、また本選でフロリダとオハイオを両方落とした候補が当選したのはジョン・F・ケネディが当選した1960年大統領選挙以来60年ぶりのことである[181]。
- アリゾナ州は1952年大統領選挙以来共和党への支持が強く、1996年大統領選挙にビル・クリントンが僅差で勝利したことを除けば共和党候補が勝利する州だった。しかし、今回の選挙でトランプは、共和党候補としては24年振りにアリゾナで敗北した[182]。アリゾナは共和党所属の元上院議員ジョン・マケインの地元だったが、トランプが何度もマケインを侮辱し、さらに戦没兵を「負け犬」呼ばわりしたことで、マケイン夫人のシンディ・マケインはバイデンへの支持を表明[183]。このことが、トランプをアリゾナで敗北させるうえで大きかったとされている[184]。